# Fjodorovka (rijeka)
Fjodorovka (rus. Фёдоровка) je rijeka u europskom dijelu Rusije, desni pritok rijeke Kobre. Protječe kroz republiku Komi i Kirovsku oblast.

## Opis
Duljine 139 km i površine porječja 2380 km2. Izvire u pobrđu Sjeverni Uvaly. Utječe u rijeku Kobru u donjem dijelu toka na 51 r. km od ušća. Podrijetlo vode je uglavnom od snježnih oborina. Najvišu razinu vode doseže od travnja do lipnja. Prosječni godišnji istijek vode na 45 r. km od ušća je 8 m³/s. Zamrzava se u listopadu i studenom, a odmrzava u travnju. Pogodna je za splavarenje.

## Pritoci
Lijevi
Vojčiha, Mytjecovka, Mytec
Desni
Mamatovka, Kozel-Il, Agejevka, Sorduk, Vydrica

## Naselja
Tulašor, Jestapovo, Baželka, Pervomajsk